# 馬場和夫
馬場 和夫（ばば かずお、1922年10月10日 - ）は、日本アカデミー賞協会事務局長、日本映画のプロデューサー。東京都出身。

## 経歴
1944年に慶応義塾大学経済学部を卒業と同時に東宝撮影所製作部へ入社。1959年に製作部長に昇進。1965年に撮影所所長補佐。1969年に製作担当役員補佐等を歴任し1972年に東宝映画専務取締役に就任。
1980年に契約者となり1987年に東宝映画を退職、日本アカデミー賞協会事務局長となる。

## 製作担当作品
- 1954年 - 山の音
- 1955年 - ゴジラの逆襲

## 主なプロデュース（企画・製作）作品
- 1968年 - 肉弾
- 1971年 - されどわれらが日々 より 別れの詩
- 1973年 - 忍ぶ糸、 日本侠花伝
- 1974年 - 沖田総司
- 1976年 - スリランカの愛と別れ
- 1977年 - 八甲田山
- 1978年 - 聖職の碑、 女王蜂
- 1979年 - 病院坂の首縊りの家
- 1981年 - フリテンくん、 幸福
- 1982年 - あゝ野麦峠 新緑篇
- 1983年 - 細雪
- 1984年 - おはん
- 1986年 - 鹿鳴館
- 1987年 - 映画女優